# Calliandra stelligera
Calliandra stelligera är en ärtväxtart som beskrevs av Rupert Charles Barneby. Calliandra stelligera ingår i släktet Calliandra och familjen ärtväxter. Inga underarter finns listade i Catalogue of Life.